# Alejandro
Alejandro е песен на американската певица Лейди Гага, която служи за трети сингъл от EP изданието ѝ The Fame Monster. Написана и продуцирана съвместно с RedOne, творбата представя „чудовището на страха от мъже“ – метафора, част от цялостната концепция на албума.
Съвременните критици одобряват песента и намират прилики с творчеството на поп групи като ABBA и Ace of Base. След издаването на албума, песента се появява в класациите на Обединеното кралство и Унгария. Когато е издадена като сингъл, достига повече държави, сред които Австралия, Канада, Нова Зеландия, Швеция и САЩ. Успява да се изкачи до върха в Чехия, Финландия, Мексико, Венецуела, Полша, Русия, България и Румъния. Alejandro е седмият последователен сингъл на певицата, който достига топ 10 в американската класация Billboard Hot 100.
Музикалното видео е дело на модния фотограф Стивън Клайн и черпи вдъхновение от приятелството на Лейди Гага с представители на гей обществото и нейното възхищение от гей любовта. Клипът съдържа кадри на хореография с войници, наподобяваща кабаре, Гага, облечена като монахиня и полуголи мъже с автомати. Проектът се оказва скандален и получава смесени отзиви. Критиците са впечатлени от идеята и тъмната му натура, докато католическата църква обвинява певицата в богохулство. Клайн отрича твърденията да имат общо с намеренията на екипа, добавяйки, че въпросната сцена, в която Лейди Гага поглъща броеница, интерпретира нейното желание да приеме Святото. Гага изпълнява песента на всички свои турнета от The Monster Ball досега.

## Работен процес и издаване
Лейди Гага работи върху песента с продуцента RedOne. Записана е в звукозаписно студио в Амстердам. Списание Billboard описва Alejandro като синтпоп продукция със „смачкващ европоп ритъм“, вдъхновена от ABBA и Ace of Base.
Песента започва с основната мелодия от унгарската творба „Чардаш“ на италианския композитор Виторио Монти, изпълнена на цигулка.
Първоначално, лейбълът на Лейди Гага планира трети сингъл от албума да е Dance in the Dark. Изборът на певицата е Alejandro, но песента получава малко внимание от радиостанциите и идеята е определена като „неосъществима“. След възражения се стига до решението сингъл да е Alejandro. Гага изразява вълнението си в Twitter, където пише: Alejandro звучи по радиото. По дяволите, чувството е страхотно! Успяхме, малки чудовища!".

## Музикално видео

### Разработка и премира
През януари 2010 г. е оповестено, че Лейди Гага организира кастинг за видеото на Alejandro и има идея да включи комика Дейвид Уолямс и съпругата му Лара Стоун. На 23 март 2010 г. става ясно, че за режисьор е избран модният фотограф Стивън Клайн. По време на интервю в Австралия, Гага отрича предположенията, че Alejandro ще е продължение на Telephone.
Лейди Гага споделя, че „не е наясно как ще изглежда видеото, преди то да е завършено“, добавяйки, че с Клайн са добри приятели и се вълнува да му позволи да представи идеите ѝ през неговия обектив и усет за мода и лайфстайл. Избора той да е режисьор на проекта певицата обосновава с твърдението, че той разбира нейното схващане „аз съм това, което обличам“. Тя разкрива повече относно концепцията на видеото през май 2010 г., когато в интервю казва: „Става въпрос за искреността на приятелствата ми с хомосексуални и как досега не съм успявала да намеря това у хетеросексуален мъж. Признавам, че завиждам на куража и смелостта, която се изисква от тях, за да са заедно. Във видеото копнея за любовта на своите гей приятели, но те не ме искат“.
Първият откъс от видеото е показан в шоуто на Лари Кинг на 1 юни 2010 г. Отрязъкът е от черно-бяла сцена, в която Лейди Гага и танцьорите ѝ представят интерпретация на традиционния военен марш. Още от тогава клипът честно е сравняван с други на подобна тематика като Vogue на Мадона, Not Myself Tonight на Кристина Агилера и Rhythm Nation на Джанет Джаксън. Според критиците обаче презентацията на Гага е по-рязка и мъжествена от тази на Мадона. В същото интервю певицата споделя, че видеото е в хомоеротичен военен стил.
Проектът е представен на 8 юни 2010 г. в официалния сайт и YouTube канал на Лейди Гага. Към февруари 2021 г. видеото има над 435,4 млн. гледания.

### Сюжет
Първите кадри показват маршируващи войници в черни кожени униформи, както и такива, които седят, като някои от тях са облечени с женски чорапогащници и обувки на висок ток. Следва сцена, в която танцьори изпълняват сложна хореография и маршируват към камерата, носещи Давидовата звезда. Песента започва и Лейди Гага е показана като част от погребално шествие, в което носи свещено сърце. След това е представена върху трон с шапка като полилей и очила, наподобяващи бинокли. Тя пуши лула и през балкона наблюдава група мъже, които танцуват в снега. Показват се кадри, в които Гага и танцьорите ѝ са по бельо и изпълняват хореография със сексуални действия върху и между няколко легла. В друга сцена певицата е в по-голямо легло, облечена в червен латексов тоалет на монахиня и поглъща броеница. След това тя е показана в бяла роба с качулка, заобиколена от танцьори. Следващата част от видеото е черно-бяла и е вдъхновена от бродуейския мюзикъл „Кабаре“, като Лейди Гага е с тоалет, подобен на този на Лайза Минели. Следват кадри, в които певицата изпълнява хореография със сутиен с автомати. Песента спира и певицата изпълнява акапелен фрагмент по бельо с кожено яке и слънчеви очила, докато на екрана за кратко се сменят сцени на военни действия и близък кадър на самотен войник. След това се връща сцената с бялата роба, която тя сваля пред танцьорите си. В края лентата на филма изгаря върху лицето на Лейди Гага по начин, наподобяващ лик на чудовище. Според Стивън Клайн, идеята на видеото е „желанието на една жена да възроди стара любов и невъзможността ѝ да приеме жестокостта на настоящето; болката на това да живееш без истинската си любов“.

## Екип
- Лейди Гага – вокали, текстописец, ко-продуцент, вокален аранжимент, беквокали
- Надир Каят – текстописец, продуцент, обработка вокали, вокален аранжимент, беквокали, аудио инженер, инструментал, програмиране, звукозапис
- Илко Бакър – аудио инженер
- Джони Северин – редакция вокали
- Робърт Ортън – аудио миксиране
- Джин Грималди – аудио мастеринг

|  | Тази страница частично или изцяло представлява превод на страницата Alejandro (song) в Уикипедия на английски. Оригиналният текст, както и този превод, са защитени от Лиценза „Криейтив Комънс – Признание – Споделяне на споделеното“, а за съдържание, създадено преди юни 2009 година – от Лиценза за свободна документация на ГНУ. Прегледайте историята на редакциите на оригиналната страница, както и на преводната страница, за да видите списъка на съавторите. ВАЖНО: Този шаблон се отнася единствено до авторските права върху съдържанието на статията. Добавянето му не отменя изискването да се посочват конкретни източници на твърденията, които да бъдат благонадеждни. |